# لاري إليسون
لورنس جوزيف «لاري» إليسون (بالإنجليزية: Larry Ellison) (ولد في 17 آب 1944) رجل أعمال أمريكي، المؤسس والمدير التنفيذي لشركة أوراكل، إحدى الشركات العملاقة في صناعة البرمجيات، تم تصنيفه كخامس أثرى شخص في العالم حسب قائمة المليارديرات (2013) المنشورة من قبل مجلة فوربس الأمريكية بثروة بلغت 43 مليار دولار أمريكي ويملك ما نسبته 22.59% من أوراكل.
كما تبرع بمبلغ 16,6 مليون دولار أمريكي للجيش الإسرائيلي، في حفل التبرع السنوي الذي تقيمه «منظمة أصدقاء جيش الاحتلال في الولايات المتحدة»، والذي أُقيم بنوفمبر 2017 في لوس أنجلوس بإشراف حاييم سبان.

## حياته
كانت والدته فلورنس سبيلمان تبلغ من العمر 19 عامًا، عند إصابته بنوبة التهاب رئوي في سن تسعة أشهر فأرسلته إلى شيكاغو للعيش مع خالتها وعمها ليليان ولويس إليسون اللذين تبنيا الطفل، التحق بجامعة إلينوي في أوربانا شامبين في عام 1962 لكنه ترك الدراسة في عام 1964 بعد وفاة ليليان بوقت قصير، حيث أنه كان قريبًا جدًا من والدته بالتبني عكس علاقته مع لويس والذي أخبره كثيرًا أنه لن يرقى إلى أي شيء، بعد ذلك التحق إليسون لفترة وجيزة بجامعة شيكاغو عام 1966.

## حياته المهنية
ذهب إليسون إلى كاليفورنيا وأمضى عدة سنوات كمبرمج حاسب لشركات مختلفة، في عام 1973 بدأ عمله في شركة الإلكترونيات Ampex، حيث التقى بزميله المبرمج إد أوتس وكان بوب مينر مديرهم. غادر إليسون شركة Ampex في عام 1976 وانضم لاحقًا إلى شركة Precision Instruments (لاحقًا Omex)، حيث كان نائب الرئيس للبحث والتطوير.
في عام 1977، انضم إليسون إلى مينر وأوتس لإنشاء شركة مختبرات تطوير البرمجيات (SDL)، والتي تم إنشاؤها للقيام بخدمات برمجية لشركات أخرى، ولكن إليسون أراد أن تفعل شركة SDL المزيد. في ورقة بحثية كتبها عالم الكمبيوتر إدجار كود شرح فيها نموذج قاعدة بيانات علائقية، رأى إليسون وزملاؤه الإمكانيات التجارية في هذا النهج من قواعد البيانات، وهو نهج قادر على تنظيم كميات كبيرة من البيانات بطريقة تسمح بتخزين فعال وسرعة البحث (استرجاع) عن تلك البيانات، بدأ إليسون ومينر وأوتس العمل على تطوير وتسويق برنامج يعتمد على نظرية كود لإدارة البيانات، وحصلوا على عقد من وكالة المخابرات المركزية لتطوير قاعدة بيانات، وبدأوا العمل على برنامج قاعدة بيانات علائقية تجارية في عام 1979، وقد أصدرت الشركة (التي غيرت اسمها إلى Relational Software، Inc.) برنامج أوراكل وهو أقدم برنامج تجاري لإدارة قواعد البيانات العلائقية باستخدام لغة الاستعلامات البنيوية (SQL)، وسرعان ما أصبح برنامجهم لإدارة قواعد البيانات شائعًا.
اشتهرت الشركة بالابتكار والتسويق القوي، وأعيدت تسمية الشركة Oracle Systems Corporation (لاحقًا شركة أوراكل) في عام 1982 بعد منتجها الرائد ونمت بسرعة خلال الثمانينيات، وطُرحت الشركة للاكتتاب العام في عام 1986، وفي عام 1987 أصبحت أوراكل أكبر شركة لإدارة قواعد البيانات في العالم، وفي عام 1990 كشف التدقيق الداخلي الذي تم إجراؤه في أعقاب دعوى رفعها أحد المساهمين أن شركة أوراكل قد بالغت في تقدير أرباحها ونتجية لهذا انخفضت أسهم الشركة بشكل كبير، أعاد إليسون هيكلة إدارة أوراكل، وبحلول نهاية عام 1992 عادت الشركة إلى وضعها المالي السابق.
في منتصف التسعينيات، رأى إليسون فرصة للتنافس مع شركة مايكروسوفت من خلال تطوير حاسوب شبكي (NC) ليكون بديلًا رخيصًا للحاسوب الشخصي (PC). لم يكن الحاسوب الشبكي مجهزًا بشكل كامل مثل الحاسوب الشخصي واعتمد على خوادم لبياناته وبرامجه وهذا كان إصدار مبكر لما أصبح يُعرف لاحقًا باسم الحوسبة السحابية، ومع ذلك فإن كل من الانخفاض المستمر في أسعار أجهزة الكمبيوتر والتأخير في تطوير الحاسوب الشخصي أدى إلى أن تستمر أجهزة الحاسوب التي تعمل بنظام التشغيل مايكروسوفت ويندوز في السيطرة على أجهزة الحاسوب الشخصية. اعترف إليسون لاحقًا أن فكرة الحاسوب الشبكي (NC) كانت سابقة لأوانها من الناحية التقنية.

## إستراتيجية الاستحواذ

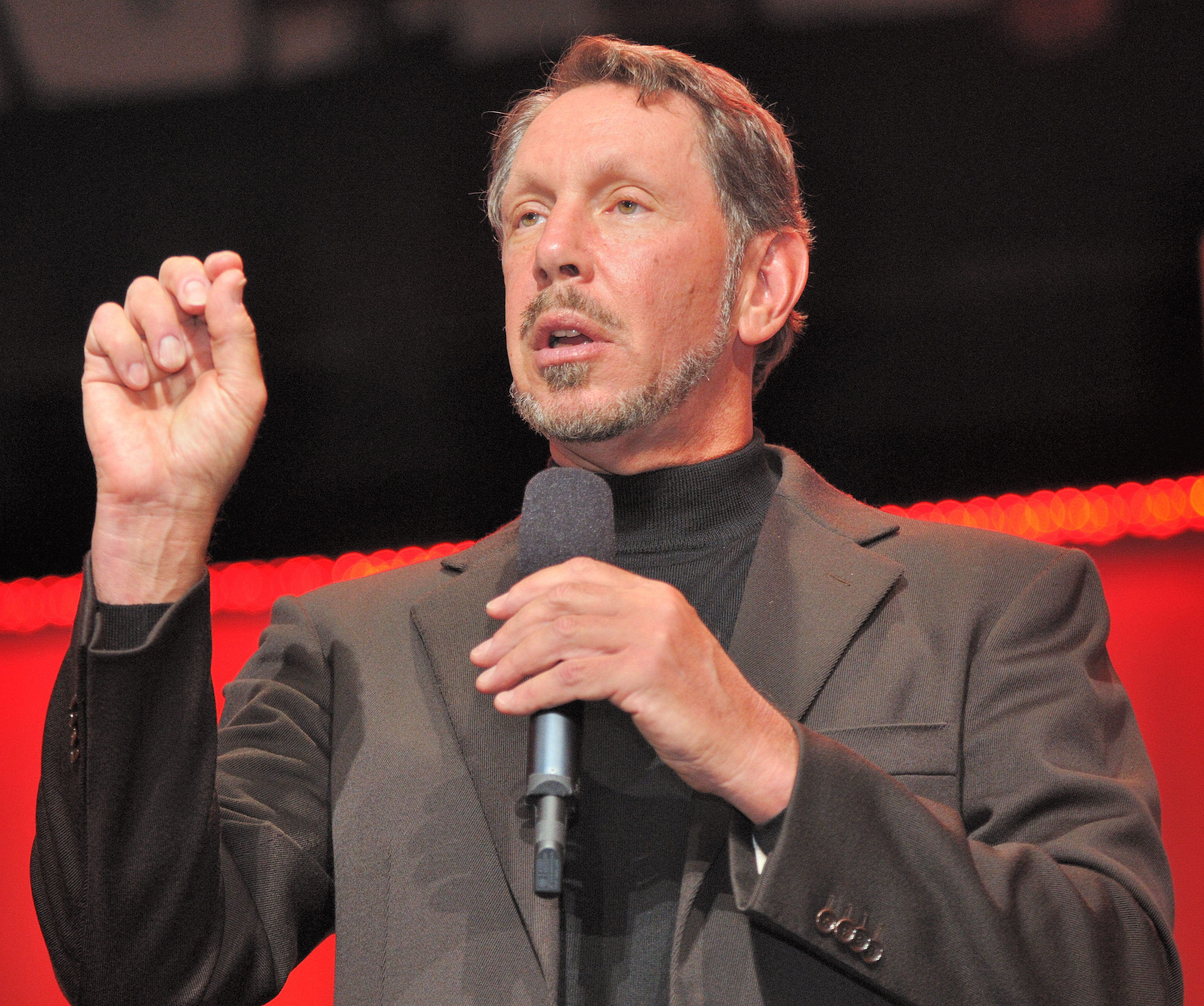
لاري إليسون على المسرح

حقق إليسون نجاحًا أكبر مع تركيزه المبكر على خدمات الإنترنت، فقد طورت أوراكل منتجاتها لتتوافق مع تقنيات الشبكة العالمية، مما ساعد الشركة على النمو، وفي أوائل العقد 2000م، بدأ إليسون يدير شركة أوراكل بإستراتيجية صارمة لشراء شركات البرمجيات المنافسة، نجحت أوراكل بتنفيذ العشرات من عمليات الاستحواذ بما في ذلك عمليات استحواذ بمليارات الدولارات على شركات مثل: PeopleSoft عام (2005) و Siebel في (2006) وBEA في (2008) وصن ميكروسيستمز في (2010).

## الثروة وحياة البذخ
كان إليسون واحدًا من أكثر الشخصيات إثارة للانقسام في وادي السيليكون، حيث انبهر به البعض لنجاحه الكبير وانتقده آخرون لأساليبه التجارية القاسية في بعض الأحيان وبذخه الواضح، حيث أنه رجل يخوت وأسس فريقًا فاز بكأس أمريكا "America's Cup" وهي بطولة مرموقة لسباقات اليخوت في عام 2010، وفي عام 2012 اشترى إليسون 98 بالمائة من جزيرة لاناي في هاواي، في تلك السنة قُدرت ثروته الشخصية بحوالي 40 مليار دولار مما جعله سادس أغنى شخص في العالم وثالث أغنى أمريكي (بعد مؤسس شركة مايكروسوفت بيل غيتس والمستثمر وارن بافت). في حزيران 2025 ارتفعت ثروة إليسون الصافية بأكثر من 40 مليار دولار خلال جلستي تداول إلى 258 مليار دولار إثر ارتفاع سهم أوراكل بشكل ملحوظ.

## الاستقالة والمناصب الحالية
في سبتمبر 2014 استقال إليسون من منصبه كرئيس تنفيذي لشركة أوراكل مع استمرار مشاركته في الشركة حيث شغل منصب رئيس مجلس الإدارة ورئيس قسم التقنية.

## وصلات خارجية
- لاري إليسون على موقع IMDb (الإنجليزية)
- لاري إليسون على موقع الموسوعة البريطانية (الإنجليزية)
- لاري إليسون على موقع مونزينجر (الألمانية)
- لاري إليسون على موقع إن إن دي بي (الإنجليزية)
- لاري إليسون على موقع قاعدة بيانات الفيلم (الإنجليزية)
- ، فوربس، 5 مارس 2013